# Curva del olvido

Una representación típica de la curva del olvido.

La curva del olvido ilustra la pérdida de retentiva con el tiempo. Un concepto relacionado es la intensidad del recuerdo, que indica cuánto se mantiene un contenido en el cerebro. Cuanto más intenso sea un recuerdo, más tiempo se mantiene. Un gráfico típico de la curva del olvido muestra que normalmente en unos días o semanas se olvida la mitad de lo que hemos aprendido, a no ser que lo repasemos.
Una aproximación matemática a la curva de la memoria es la siguiente fórmula:
{\displaystyle \ R=e^{\frac {-t}{S}}}
donde {\displaystyle R} es la retentiva, {\displaystyle S} la intensidad relativa del recuerdo y {\displaystyle t} es el tiempo "decrecimiento exponencial" (para mayor claridad véase crecimiento exponencial). 
La velocidad con la que olvidamos depende de diversos factores, como la dificultad de la materia (por ejemplo si es absurdo o tiene sentido), su representación (véase regla mnemotécnica) y factores fisiológicos como el estrés y el sueño. El ritmo de olvido basal es prácticamente el mismo para todas las personas. La diferencia de rendimiento (p.ej. en la escuela) podría depender de qué representaciones mnemónicas hace cada individuo. Esto significa que unas personas "crean" su memoria de forma más efectiva que otras.
El aprendizaje de las técnicas mnemónicas básicas puede ayudar a allanar tales diferencias, al menos en parte. La mejor manera de mejorar la intensidad del recuerdo implica:
1. mejorar las representaciones mentales (p.ej. mediante reglas mnemotécnicas)
2. repaso basado en intentos activos de recordar la materia (especialmente el repaso espaciado)

Cada repaso aumenta el intervalo óptimo necesario antes del próximo repaso: para una retentiva (casi) perfecta, al principio los repasos se realizan durante varios días, luego con semanas e incluso años de diferencia.
El primer estudio importante en este campo lo realizó el psicólogo alemán Hermann Ebbinghaus, autor de Sobre la memoria (1885). Ebbinghaus estudió la memorización de sílabas sin sentido, como "WID" y "ZOF". Al hacerse pruebas a sí mismo a distintos intervalos, pudo describir la forma de la curva de la memoria.
La curva de la memoria tiene una pendiente muy acusada cuando se memoriza material sin sentido, como hizo Ebbinghaus. Sin embargo, es casi plana cuando se trata de experiencias traumáticas. Por otra parte, una pendiente poco acusada puede deberse, más que a las características de la información, a que se repasa de forma implícita (p.ej. al revivir experiencias, al utilizar el alfabeto al buscar en un diccionario).